# 奧伊考足球會
奧伊考足球會(FC Ajka)是一支位於匈牙利奧伊考的職業足球會，目前於匈牙利足球乙級聯賽角逐。

## 外部連結
- Official website （页面存档备份，存于） （匈牙利文）
- Soccerway （页面存档备份，存于）